# Сівяковське сільське поселення
Сівя́ковське сільське поселення (рос. Сивяковское сельское поселение) — сільське поселення у складі Читинського району Забайкальського краю Росії.
Адміністративний центр — село Сівяково.

## Історія
2013 року було утворено село Нове Сівяково шляхом виділення частини села Сівяково.

## Населення
Населення сільського поселення становить 1044 особи (2019; 1022 у 2010, 966 у 2002).

## Склад
До складу сільського поселення входять:
| Населений пункт     | Населення, осіб (2002) | Населення, осіб (2010) |
| ------------------- | ---------------------- | ---------------------- |
| Амодово, село       | 90                     | 82                     |
| Єрьомино, село      | 289                    | 290                    |
| Нове Сівяково, село | -                      | -                      |
| Сівяково, село      | 587                    | 650                    |